# All's Fair (serie televisiva)
All's Fair è una serie televisiva statunitense in 24 episodi trasmessi per la prima volta nel corso di una sola stagione dal 1976 al 1977.
È una sitcom incentrata sulle vicende del giornalista conservatore Richard C. Barrington (interpretato da Richard Crenna) e della fotoreporter liberale Charlotte 'Charley' Drake. All's Fair è inoltre il debutto cinematografico dell'attore Michael Keaton nel ruolo di Lenny Wolf.

## Trama
Washington. Un quarantanovenne giornalista conservatore, Richard C. Barrington, e una giovane fotoreporter liberale, Charlotte 'Charley' Drake, diventano sentimentalmente coinvolti. Le complicazioni del loro rapporto dovute alle diverse idee politiche e alla differenza di età sono alla base delle trame dei vari episodi.

## Personaggi e interpreti
- Richard C. Barrington (24 episodi, 1976-1977), interpretato da Richard Crenna.
- Charlotte 'Charley' Drake (24 episodi, 1976-1977), interpretata da Bernadette Peters.
- Lucy Daniels (24 episodi, 1976-1977), interpretata da Lee Chamberlin.
- Allen Brooks (24 episodi, 1976-1977), interpretato da J. A. Preston.
- Ginger Livingston (24 episodi, 1976-1977), interpretata da Judith Kahan.
- Senatore Wayne Joplin (24 episodi, 1976-1977), interpretato da Jack Dodson.
- Lanny Wolf (5 episodi, 1976-1977), interpretato da Michael Keaton.
- Presidente Carter (2 episodi, 1977), interpretato da Jeff Altman.

## Produzione
La serie, ideata da Norman Lear, fu prodotta da TAT Communications Company e girata negli studios del KTTV/Fox Television Center a Los Angeles in California. Le musiche furono composte da Jeff Barry. Bernadette Peters fu candidata al Golden Globe del 1977.

### Registi
Tra i registi della serie sono accreditati:
- Hal Cooper
- Bob Claver

### Sceneggiatori
Tra gli sceneggiatori della serie sono accreditati:
- Robert Van Scoyk in 6 episodi (1976-1977)
- Bud Wiser in 4 episodi (1976-1977)
- Tom Whedon in 4 episodi (1977)
- Michael Loman in 3 episodi (1976-1977)
- Rod Parker in 3 episodi (1976-1977)
- Bob Schiller in 3 episodi (1976-1977)
- Bob Weiskopf in 3 episodi (1976-1977)
- Ron Friedman in 2 episodi (1976-1977)
- Michael Elias in 2 episodi (1977)

## Distribuzione
La serie fu trasmessa negli Stati Uniti dal 20 settembre 1976 al 30 aprile 1977 sulla rete televisiva CBS. In Italia è stata trasmessa su reti locali con i titoli All's Fair e Charley.
Alcune delle uscite internazionali sono state:
- negli Stati Uniti il 20 settembre 1976 (All's Fair)
- nei Paesi Bassi il 4 agosto 1978
- in Germania Ovest l'8 novembre 1983 (Sag das nochmal Darling)
- in Italia (All's Fair)

## Episodi
| Stagione       | Episodi | Prima TV USA |
| -------------- | ------- | ------------ |
| Prima stagione | 24      | 1976-1977    |